# Gianluca Signorini
Gianluca Signorini (ur. 17 marca 1960 w Pizie, zm. 6 listopada 2002 tamże) – włoski piłkarz występujący na pozycji środkowego obrońcy.

## Kariera klubowa
Gianluca Signorini był wychowankiem Pisy Calcio, klubu ze swojego rodzinnego miasta. Następnie występował kolejno w takich zespołach jak Pietrasanta, AC Prato, AS Livorno Calcio, Ternana Calcio, Cavese oraz AC Parma, jednak w żadnym z nich nie odnosił większych sukcesów. Latem 1987 roku Signorini podpisał kontrakt z drużyną AS Roma i w jej barwach zadebiutował w rozgrywkach Serie A. Roma w końcowej tabeli zajęła trzecie miejsce, dotarła także do 1/8 finału Pucharu Włoch. W linii obrony "Gialloblu" włoski piłkarz grał najczęściej z Emidio Oddim, Fulvio Collovatim, Zbigniewem Bońkiem oraz Antonio Tempestillim.
W 1988 roku Signorini odszedł do klubu Genoa FC i od razu wywalczył sobie w nim miejsce w podstawowej jedenastce. Od początku pobytu w ekipie "Rossoblu" Włoch pełnił rolę kapitana i przez siedem lat spędzonych na Stadio Luigi Ferraris stał się jednym z ulubieńców miejscowych kibiców. Dla Genoi Signorini rozegrał łącznie 207 ligowych pojedynków – 172 w pierwszej i 35 w drugiej lidze. W 1992 roku razem ze swoją drużyną dotarł do półfinału Pucharu UEFA. W 1995 roku włoski obrońca powrócił do Pisy i grał tam do 1997 roku.

## Po zakończeniu kariery
W 1998 roku Signorini został drugim trenerem Pisy Calcio, jednak funkcję tę pełnił tylko przez jeden miesiąc. Wykryto u niego bowiem stwardnienie zanikowe boczne – chorobę polegającą na stopniowym zaniku mięśni, znaną również jako zespół Lou Gehriga lub syndrom ALS. Signorini zmarł 6 listopada 2002 w swoim domu w Pizie. Na jego cześć w Genoi został zastrzeżony numer "6", z jakim Włoch grywał podczas występów w barwach "Grifone".
17 maja 2009 roku syn Gianluki – Andrea zadebiutował w barwach Genoi w rozgrywkach Serie A.